# Рожнятівська районна рада
Рожнятівська райо́нна ра́да — районна рада Івано-Франківської області.